# 수로왕릉
수로왕릉(首露王陵)은 대한민국 사적 제73호로, 가락국(駕洛國)의 초대 국왕이며, 김해 김씨의 시조인 수로왕의 능이다. 1963년 1월 21일 대한민국의 사적 제73호로 지정되었다.

## 개요
가락국(금관가야)의 시조이자 김해 김씨의 시조인 수로왕(재위 42∼199)의 무덤으로, 납릉(納陵)이라고 부른다.
수로왕에 대한 이야기는 『삼국유사』「가락국기」에 전하고 있으나, 무덤이 정확히 언제 만들어졌는지는 알 수 없다. 무덤의 높이는 5m의 원형 봉토무덤인데, 주위 18,000여 평이 왕릉공원으로 되어 있다. 왕릉 구역 안에는 신위를 모신 숭선전과 안향각·전사청·제기고·납릉정문·숭재·동재·서재·신도비각·홍살문·숭화문 등의 건물들과 신도비·문무인석·마양호석·공적비 등의 석조물들이 있다.
고려 문종대까지는 비교적 능의 보존상태가 좋았으나, 조선 초기에는 많이 황폐했던 듯하다. 『세종실록』을 보면, 수로왕릉과 수로왕비릉에 대해 무덤을 중심으로 사방 30보에 보호구역을 표시하기 위한 돌을 세우고, 다시 세종 28년(1446)에는 사방 100보에 표석을 세워 보호구역을 넓힌 것으로 나타난다. 무덤이 지금과 같은 모습을 갖추게 된 것은 선조 13년(1580) 수로왕의 후손인 허수가 수로왕비릉과 더불어 크게 정비작업을 마친 후이다.
『지봉유설(芝峰類洩)』기록에 따른다면 능의 구조는 큰 돌방무덤(석실묘)으로 추정된다. 이 기록에는 임진왜란 때 일본인들에 의해 능이 도굴을 당했는데 당시에 왕이 죽으면 주위에서 함께 생활하던 사람들을 같이 묻는 순장이 있었던 것으로 나타나고 있다.

## 갤러리

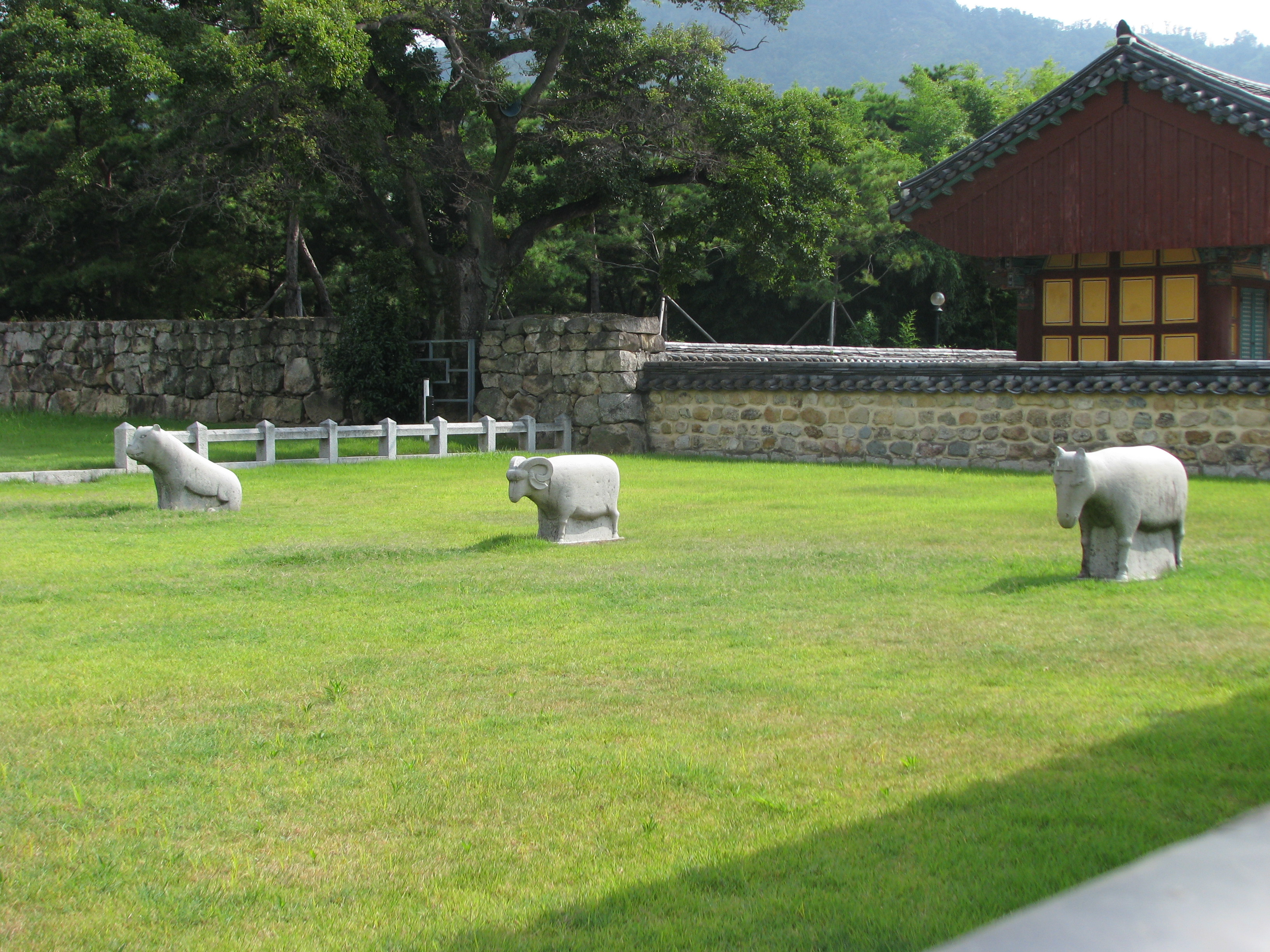
수로왕릉의 조각상
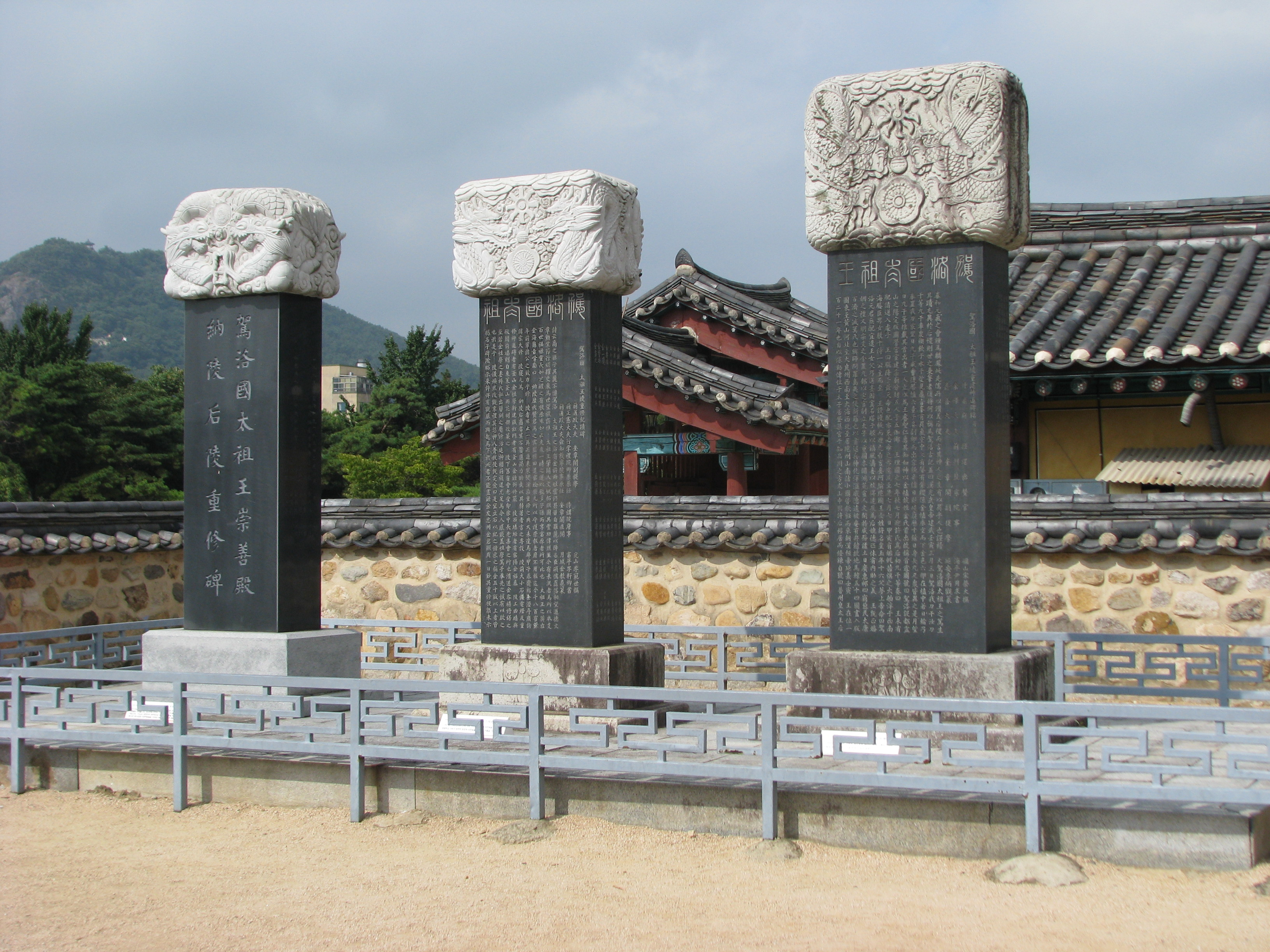
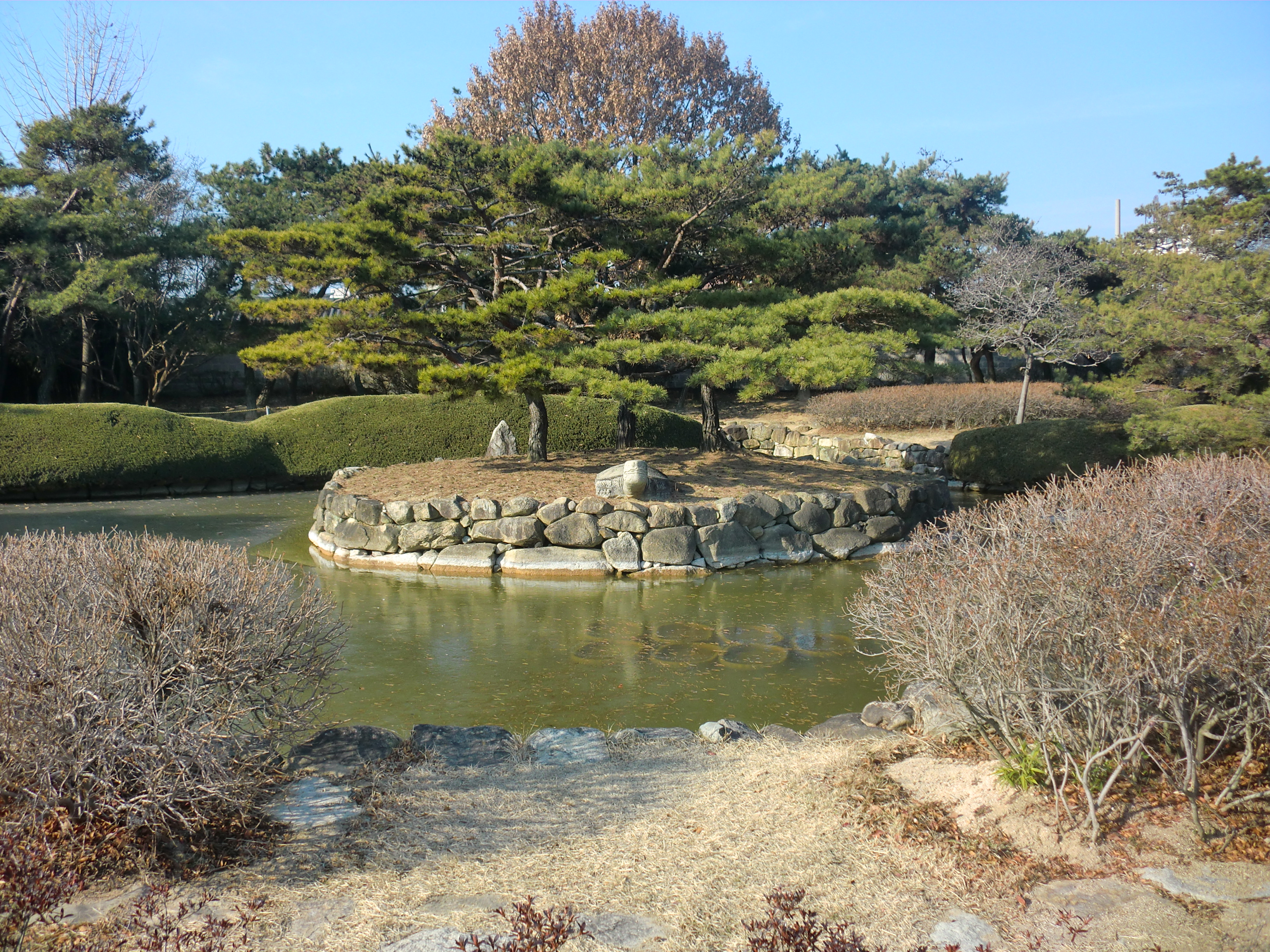
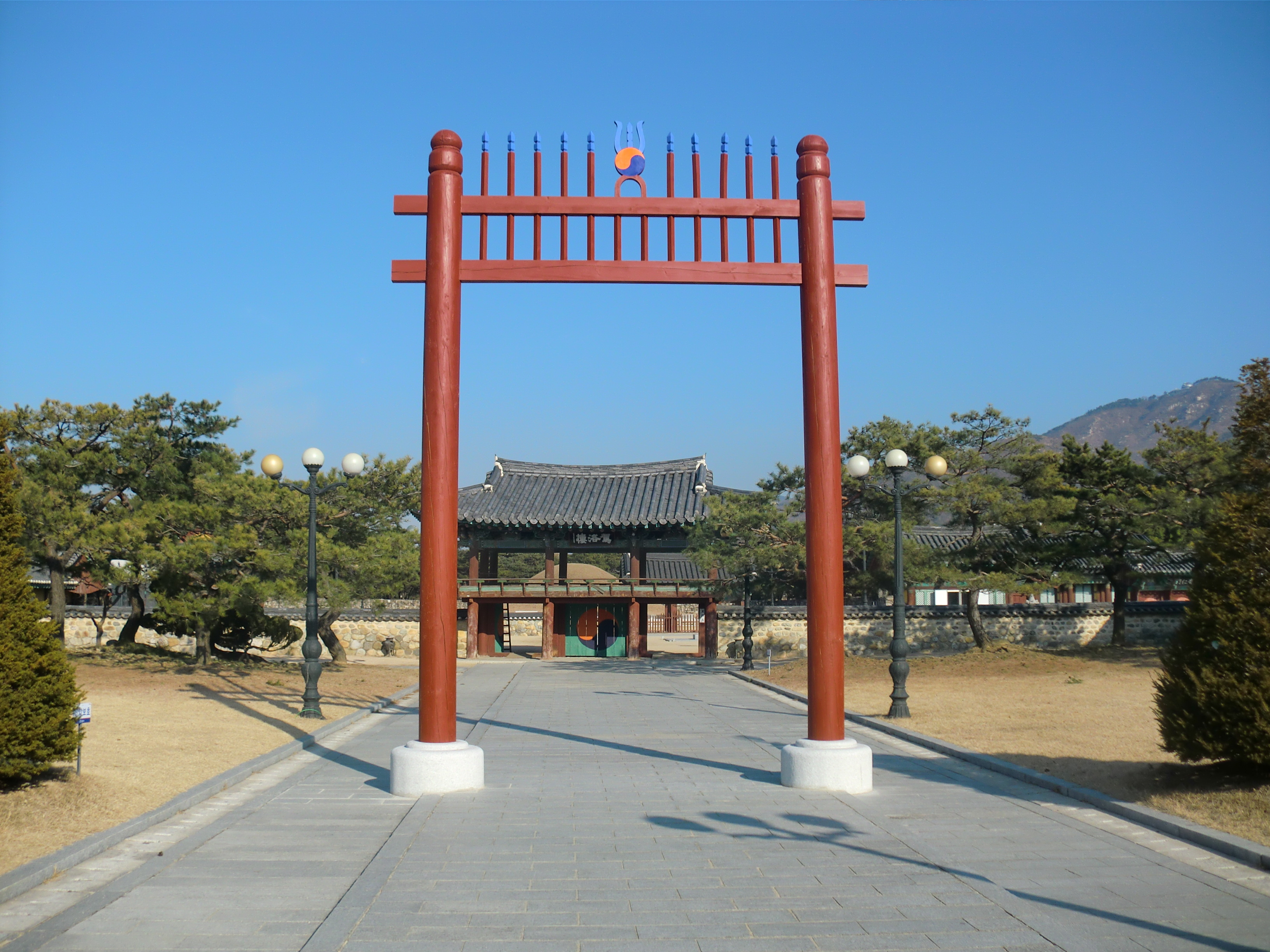
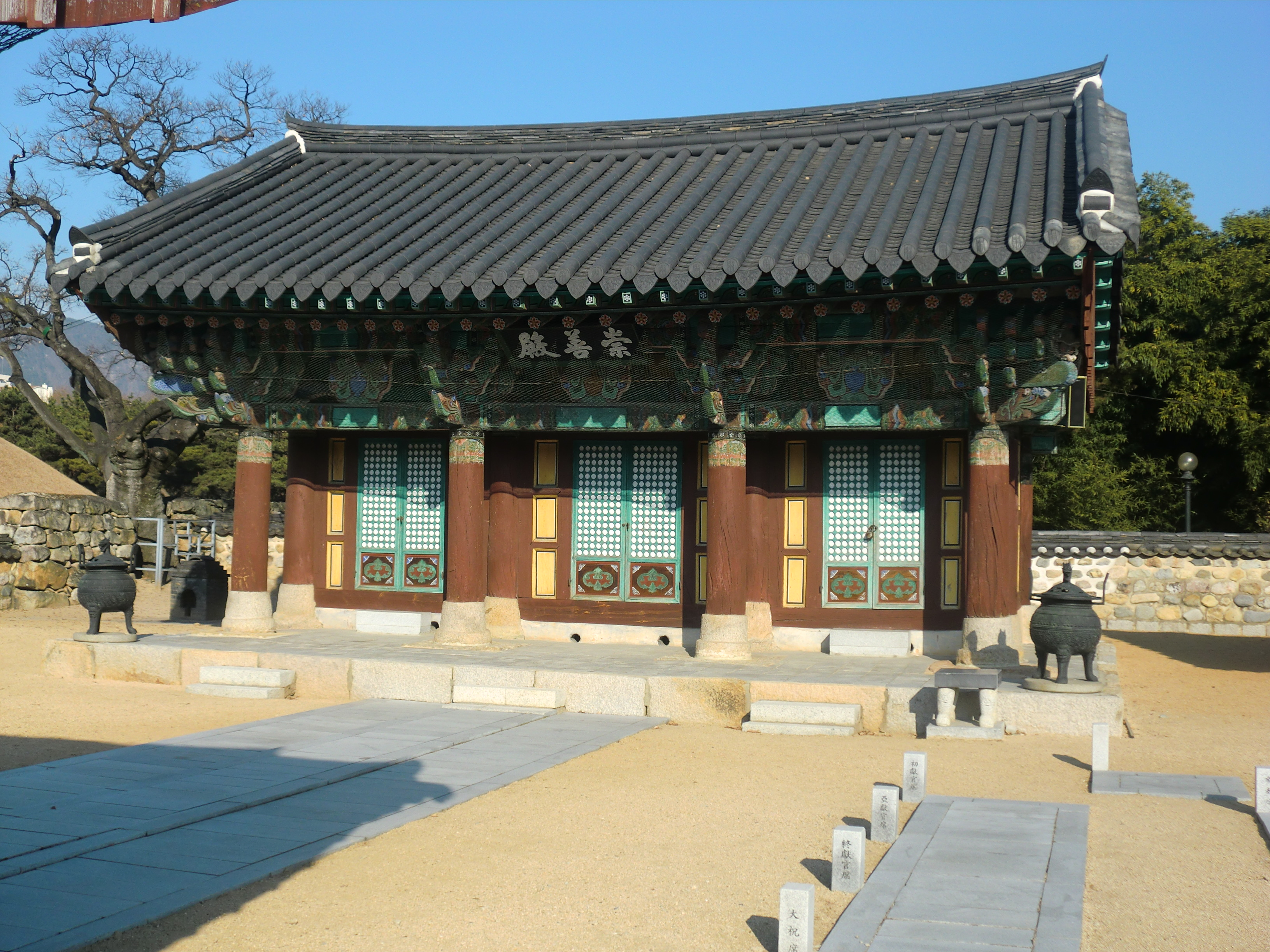
수로왕릉 숭선전
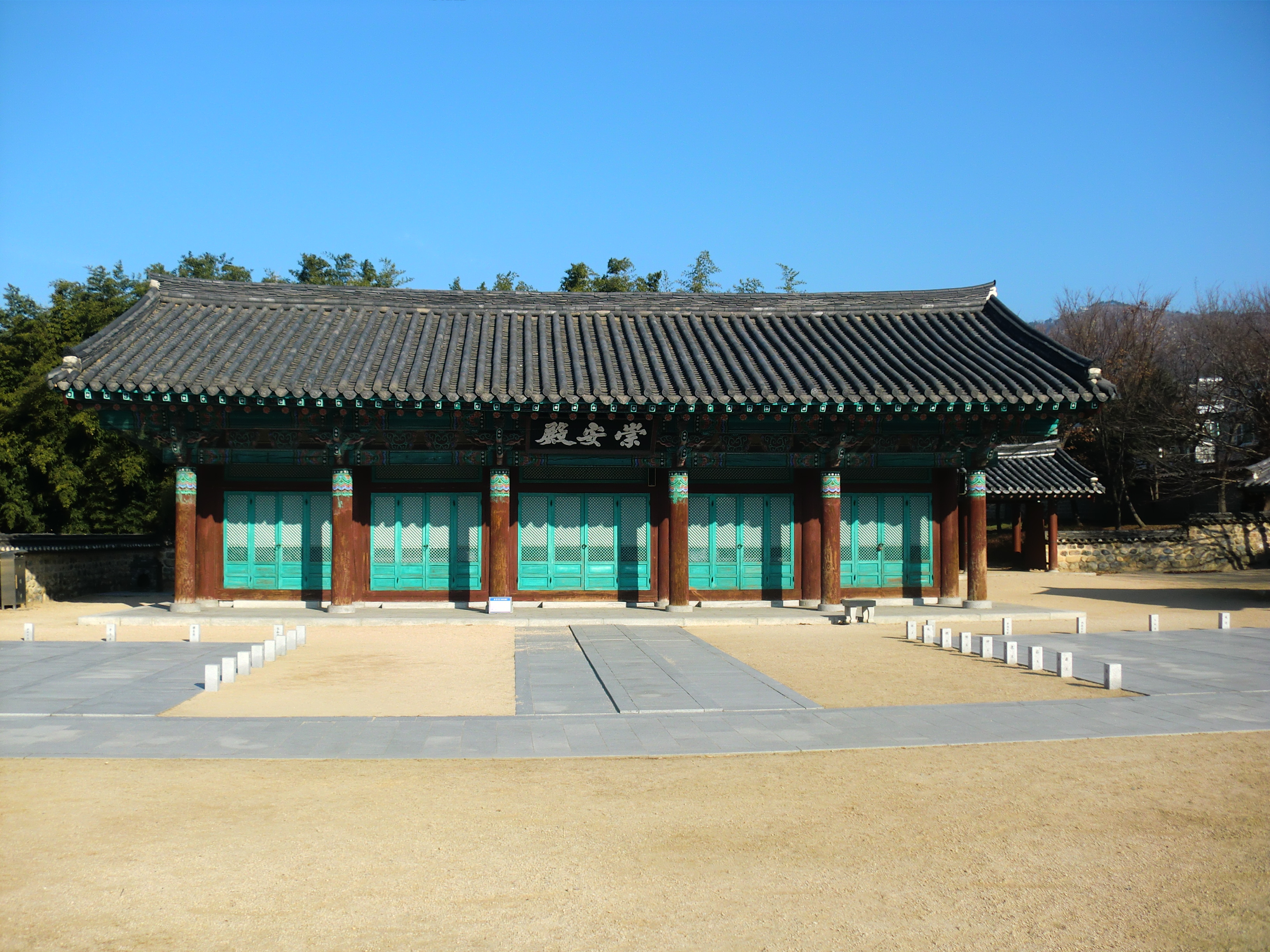
수로왕릉 숭안전

정보 보기

## 같이 보기
- 수로왕비릉

## 참고 자료
- 위키미디어 공용에 수로왕릉 관련 미디어 분류가 있습니다.
- 김해 수로왕릉 - 국가유산청 국가유산포털
- 이수광(1614), 《지봉유설》, 〈19권〉